# خاطرات (آلبوم تلما آویاما)
خاطرات اولین آلبوم خواننده پاپ ژاپنی است به نام Thelma Aoyama است. در ۲۶ مارس ۲۰۰۸ در ژاپن منتشر شد.

## آهنگ‌های آلبوم
1. "آغاز من"
2. " Soba ni Iru ne feat. SoulJa (I'm by Your Side)"
3. "یک طرفه"
4. "دوست عزیز من"
5. "آخرین نامه"
6. "ریتم"
7. "Good Time Remix feat. Miku from Ya-Kyim"
8. "بالاتر"
9. "بهشت"
10. "این روز feat. Dohzi-T "
11. "Kono Mama de (مثل این)"
12. "Anata ni Aete Yokatta (خوشحالم که شما را ملاقات کردم؛ شناختن شما بسیار خوب بود)"
13. "مامان (به مامان)"
14. "دفتر خاطرات"